# Đurevac
Đurevac (en serbe cyrillique : Ђуревац) est un village de Serbie situé dans la municipalité de Blace, district de Toplica. Au recensement de 2011, il comptait 324 habitants.

## Démographie
| 1948 | 1953 | 1961 | 1971 | 1981 | 1991 | 2002 | 2011 |
| ---- | ---- | ---- | ---- | ---- | ---- | ---- | ---- |
| 547  | 541  | 491  | 463  | 413  | 397  | 353  | 324  |

|  |